# Jungermannia distinctifolia
Jungermannia distinctifolia là một loài rêu tản trong họ Jungermanniaceae. Loài này được (Lindenb.) Hook. f. & Taylor miêu tả khoa học lần đầu tiên năm 1847.